# Прапор Вірменської РСР
Прапор Вірменської РСР — республіканський символ Вірменської РСР. Затверджений Указом Президії Верховної Ради Вірменської РСР 17 грудня 1952. 
Стаття 167 Конституції Вірменії (1978): «Державний прапор Вірменської Радянської Соціалістичної Республіки являє собою червоне прямокутне полотнище з синьою смугою посередині у всю довжину прапора. На верхній червоній частині полотнища прапора, біля древка, зображені золоті серп і молот, а над ними — червона п'ятипроменева зірка, обрамлена золотою облямівкою. Відношення ширини прапора до його довжини — 1:2». 
29 квітня 1981 вийшло положення про прапор Вірменської РСР, в якому, зокрема, дається докладний опис прапора: 

«Державний прапор Вірменської Радянської Соціалістичної Республіки являє собою червоне прямокутне полотнище з синьою смугою посередині у всю довжину прапора. На верхній червоній частині полотнища прапора, біля древка, зображені золоті серп і молот, а над ними — червона п'ятипроменева зірка, обрамлена золотою облямівкою. Відношення ширини прапора до його довжини — 1:2. 

Серп і молот вписуються в квадрат, бік якого дорівнює 1/5 ширини прапора. Гострий кінець серпа доводиться по середині верхньої сторони квадрата, рукоятки серпа та молота упираються в нижні кути квадрата. Довжина молота з рукояткою становить 3/4 діагоналі квадрата. П'ятипроменева зірка вписується в коло діаметром в 1/10 ширини прапора, що стосується середини верхньої сторони квадрата. Відстань вертикальної осі зірки серпа та молота від древка дорівнює 1/4 ширини прапора. Відстань від верхньої кромки прапора до центру зірки 1/11 ширини прапора». 

## Галерея

Лютий-березень 1922
1936-1940
1940-1952